# 칼라르알토봉

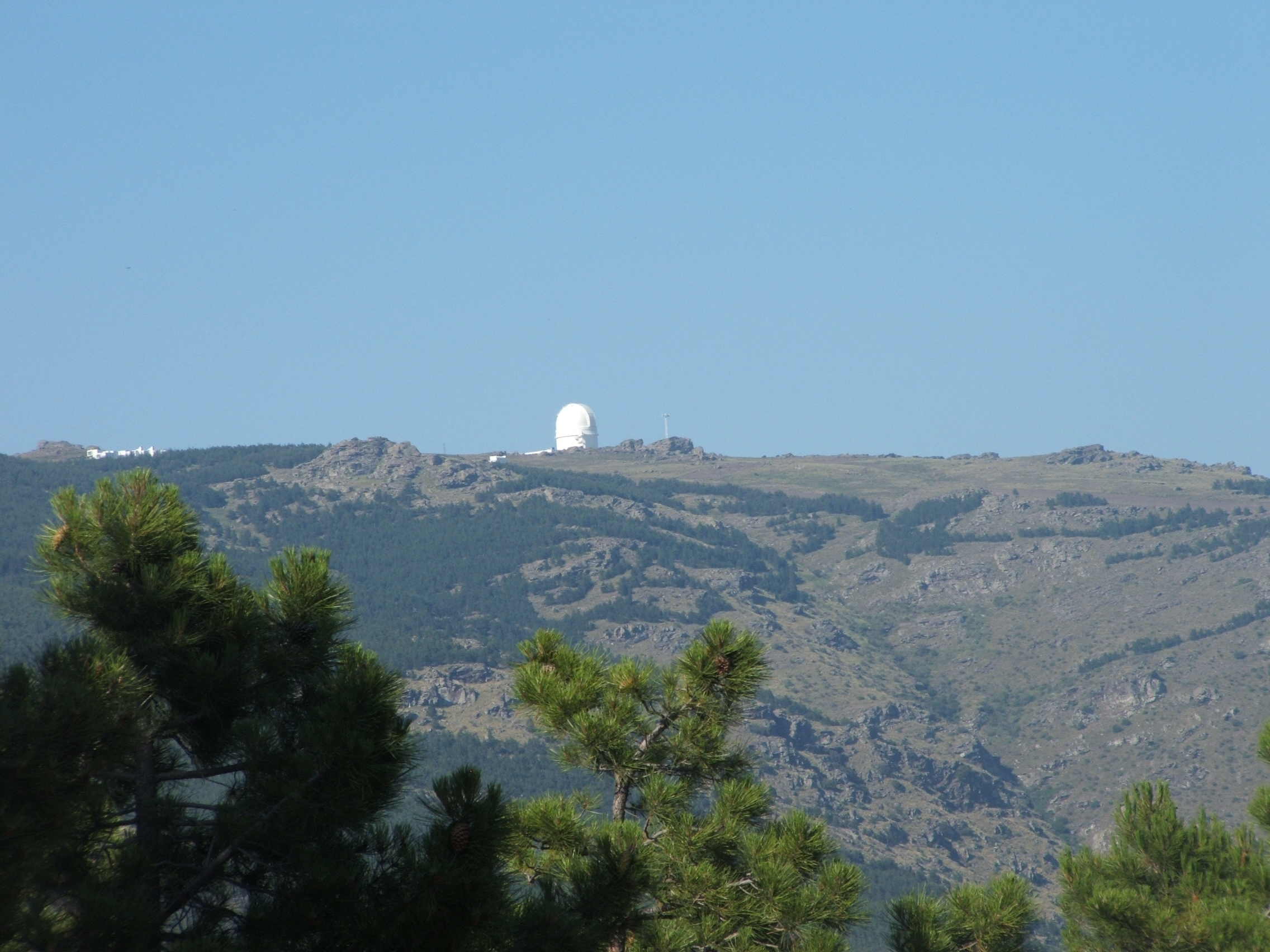
칼라르알토 천문대

칼라르알토봉(스페인어: Calar Alto)은 스페인에 위치한 산이다.

## 설명
칼라르알토봉 스페인 안달루시아의 시에라네바다산맥의 하나에 속한 시에라데로스필라브르산맥에서 가장 높은 산(해발 2168m)이다. 그것은 또한 해당 산맥에서 가장 높은 봉우리이기도 하다. 이지역에는 칼라르알토 천문대가 있으며 이 천문대는 이 지역 기후의 두 가지 측면에서 혜택을 받는다. 건조한 대기는 대기 중의 수증기가 대기를 통해 볼 수 있는 전파 특성에 추가되는 제약을 줄여준다.(타베르나스 사막 기사도 참조하도록 하자.) 그리고 흐린 밤의 수가 적다는 것은 연중 관측의 효율성을 높여준다.